# 国家サンディカリスム
国家サンディカリスム（英語: National syndicalism、イタリア語: Sindacalismo nazionale）とは、ナショナリストによるサンディカリスムの1種である。典型的にはイタリアなどの労働運動に関連したイデオロギーで、後にはベニート・ムッソリーニの国家ファシスト党の基礎ともなった。

## 概要
第一次世界大戦が勃発するとイタリアの労働運動の要素の中で、アナルコサンディカリスムや労働組合主義者やマルクス主義者とは異なり、国家サンディカリストはイタリアの参戦を支持した。彼らはまた、アナキズムやマルクス主義のプロレタリア国際主義に反対し、軍国主義とナショナリズムを支持した。
国家サンディカリストは、古典的自由主義による民主主義的な政治体制は巨大なゼネラル・ストライキによって破壊されるべきで、その時点で国家の経済はマルクス主義の階級闘争とは対照的な階級協調をベースとしたコーポラティズムのモデルに変革される、と考えた（ドイツのナチズムでは「民族共同体」に相当する）。しかし国家サンディカリストはまたブルジョワ階級の支配に反対することを公式に宣言し、その代わりに強力な「プロレタリア国家」を支持し、その国家は階級を基礎とした社会を国家社会に変革することによって、いずれは自分自身を除去するとした。国家サンディカリストは典型的には、共産主義や資本主義、自由主義、他のサンディカリスム、その他の国際主義などを、国家の強さまたは統一あるいはその両方を脅迫すると考え、反対した。
国家サンディカリスムの有名な提唱者は、イタリア人で、ガブリエーレ・ダンヌンツィオのフィウーメ政府（カルナーロ＝イタリア執政府）で内閣首班を務めたアルチェステ・デ・アンブリス、イギリスファシスト連合の指導者のオズワルド・モズレー、イタリアのファシスト党のメンバーのセルジオ・パヌンツィオなどである。

## 関連書籍
- 「The syndicalist tradition and Italian fascism」(David D. Roberts、1979年)
- 「Fascism: Comparison and Definition」(Stanley G. Payne、1983年)
- 「National Syndicalism: Falange, Cercle Proudhon, National Syndicalists, Roberto Forges Davanzati」(LLC Books、2010年、LIFE JOURNEY)